# Jorge Carrascal
Jorge Andrés Carrascal Guardo (ur. 25 maja 1998 w Cartagena de Indias) – kolumbijski piłkarz, grający na pozycji pomocnika.

## Kariera piłkarska

### Kariera klubowa
Wychowanek klubów CD Heroicos i Millonarios FC. W listopadzie 2014 rozpoczął karierę piłkarską w Millonarios FC. 25 maja 2016 podpisał 5-letni kontrakt z Sevilla FC, ale występował tylko w drugiej drużynie klubu. 12 lipca 2017 roku został wypożyczony do ukraińskiego klubu Karpaty Lwów. 27 czerwca 2018 klub wykupił kontrakt piłkarza. 31 stycznia 2019 został wypożyczony do CA River Plate. Na początku 2020 klub wykupił kontrakt piłkarza.

### Kariera reprezentacyjna
W 2013 został powołany do reprezentacji Kolumbii U-15. W 2015 roku debiutował w juniorskiej reprezentacji Kolumbii U-17.